# ARA Seaver (M-12)
El ARA Seaver (M-12) fue un dragaminas clase Bouchard que prestó servicio en la Armada Argentina entre 1937 y 1964. Fue transferido a la Armada Paraguaya, donde revistó como ARP Capitán Meza (P-03).

## Historia
El ARA Seaver (M-12) integra la clase Bouchard, compuesta por otros siete dragaminas gemelos: Bouchard, Drummond, Granville, Parker, Py —o Comodoro Py—, Robinson y Spiro. Fue construido por el astillero Hansen y Puccini de San Fernando. Era el primer buque de guerra argentino en llevar el nombre del capitán de fragata Benjamín Franklin Seaver, muerto en la guerra de la Independencia Argentina.
En 1955, intervino en los hechos producidos en el Río de la Plata durante el golpe de Estado autodenominado «Revolución Libertadora».
El 20 de noviembre de 1967, el ARA Seaver pasó a situación de retiro. Al año siguiente, la Armada Argentina lo vendió a Paraguay, país que adquirió también las unidades Bouchard y Py. En la Armada Paraguaya, el Seaver pasó a llamarse «ARP Capitán Meza (P-03)».